# Ture Widlund
Ture Widlund (...) è uno storico svedese.

## Biografia
Widlund è anche una delle principali autorità sulla storia dei Giochi Olimpici e ha scritto diversi libri, con l'aiuto di Bill Mallon, su questo argomento. Fu un cofondatore della Società internazionale degli storici olimpici.